# オオヤツヒメ・ツマツヒメ
オオヤツヒメ・ツマツヒメは、日本神話に登場する樹木の女神。『日本書紀』の一書では父神・素戔嗚尊、兄神・五十猛命と記されている。姉神のオオヤツヒメは大屋都比賣神、大屋津姫命、妹神のツマツヒメは抓津姫神、抓津姫命、都麻都比賣命、爪津姫神、枛津姫神、枛津姫命などと表記する。
五十猛命と共に素戔嗚尊の命により全国の山々に木種を撒き、紀伊国（現在の和歌山県）に戻って住んだとされる。

## 概要
オオヤツヒメの神名の「ヤ」とは、家屋の事であり、彼女が樹木を司る神であると同時に、樹木から作られる建造物、家屋や船などの神である事を示している。ツマツヒメの「ツマ」は建物を築くために製材した材木を意味する。
また、木種を全国に撒く事は、子供を産む力を持った女性として、彼女たちは生殖を司る神でもある事を意味する。現在においては、兄神五十猛命と共に木の文化を司るとされ、林業や建築業の女神として信仰を集めている。
島根県大田市大屋町の地名はオオヤツヒメの名に因むものとされる。

## 神話における記述
『日本書紀』 卷第一 第八段の第五の一書では、以下のとおり。
一書曰 素戔嗚尊曰 韓郷之嶋 是有金銀 若使吾兒所御之國 不有浮寶者 未是佳也 乃拔鬚髯散之 即成杉 又拔散胸毛 是成檜 尻毛是成柀 眉毛是成櫲樟 已而定其當用 乃稱之曰 杉及櫲樟 此兩樹者 可以爲浮寶 檜可以爲瑞宮之材 柀可以爲顯見蒼生奥津棄戸將臥之具 夫須噉八十木種 皆能播生 于時 素戔嗚尊之子 號曰五十猛命 妹大屋津姫命 次枛津姫命 凡此三神 亦能分布木種 即奉渡於紀伊國也 然後 素戔嗚尊 居熊成峯 而遂入於根國者矣棄戸 此云須多杯 柀 此云磨紀
日本紀講筵の際提出された偽書とされる『先代旧事本紀』巻第四 地祇本紀の記述は以下のとおり。
一説曰 素戔烏尊之子 號曰 五十猛命 妹 大屋姫命 次 抓津姫命 凡三神 亦能分布八十木種 則奉渡於紀伊國 及此國所祭之神是也
素戔烏尊 此尊與天照太神共誓約（中略）次 五十猛命 亦云 大屋彦神 次 大屋姫神 次 抓津姫神 已上三柱 並坐 紀伊國 則紀伊國造齋祠神也

## 祀られている神社
- 大屋都姫神社
- 都麻津姫神社
- 伊太祁󠄀曽神社（摂社扱い）
- 売布神社（相殿）
- 妻山神社（ツマツヒメのみ）